# Spodnje Mestinje
Spodnje Mestinje – wieś w Słowenii, w gminie Šmarje pri Jelšah. W 2018 roku liczyła 47 mieszkańców.